# William Dow
 (avril 2021).
Si vous disposez d'ouvrages ou d'articles de référence ou si vous connaissez des sites web de qualité traitant du thème abordé ici, merci de compléter l'article en donnant les références utiles à sa vérifiabilité et en les liant à la section « Notes et références ».
William Dow (Muthill, Perthshire, 27 mars 1800 - Montréal, 7 décembre 1868 à l'âge de 68 ans) est un brasseur et un homme d'affaires écossais établi au Québec.
Vers 1818, il arrive au Canada. Ce fils de brasseur travaille alors comme contremaître à la brasserie de Thomas Dunn. En 1829, il devient associé de la firme. Son frère cadet, Andrew, viendra le joindre. À la mort de Dunn en 1834, l'entreprise prendra le nom de William Dow and Company. 
William Dow fut, de plus, un administrateur de compagnies d'assurances, telles la Montreal Insurance Company, entre 1839 et 1852 et participa à la fondation, en 1865, de la Compagnie d’assurance de Montréal, dite du Soleil.